# Wieża Zegarowa Dolmabahçe
Wieża Zegarowa Dolmabahcze – wieża zegarowa przy Pałacu Dolmabahçe w Stambule w Turcji. Została wystawiona na rozkaz sułtana Abdülhamida II przez ormiańskiego architekta Sarkisa Balyana w latach 1890–1895. 

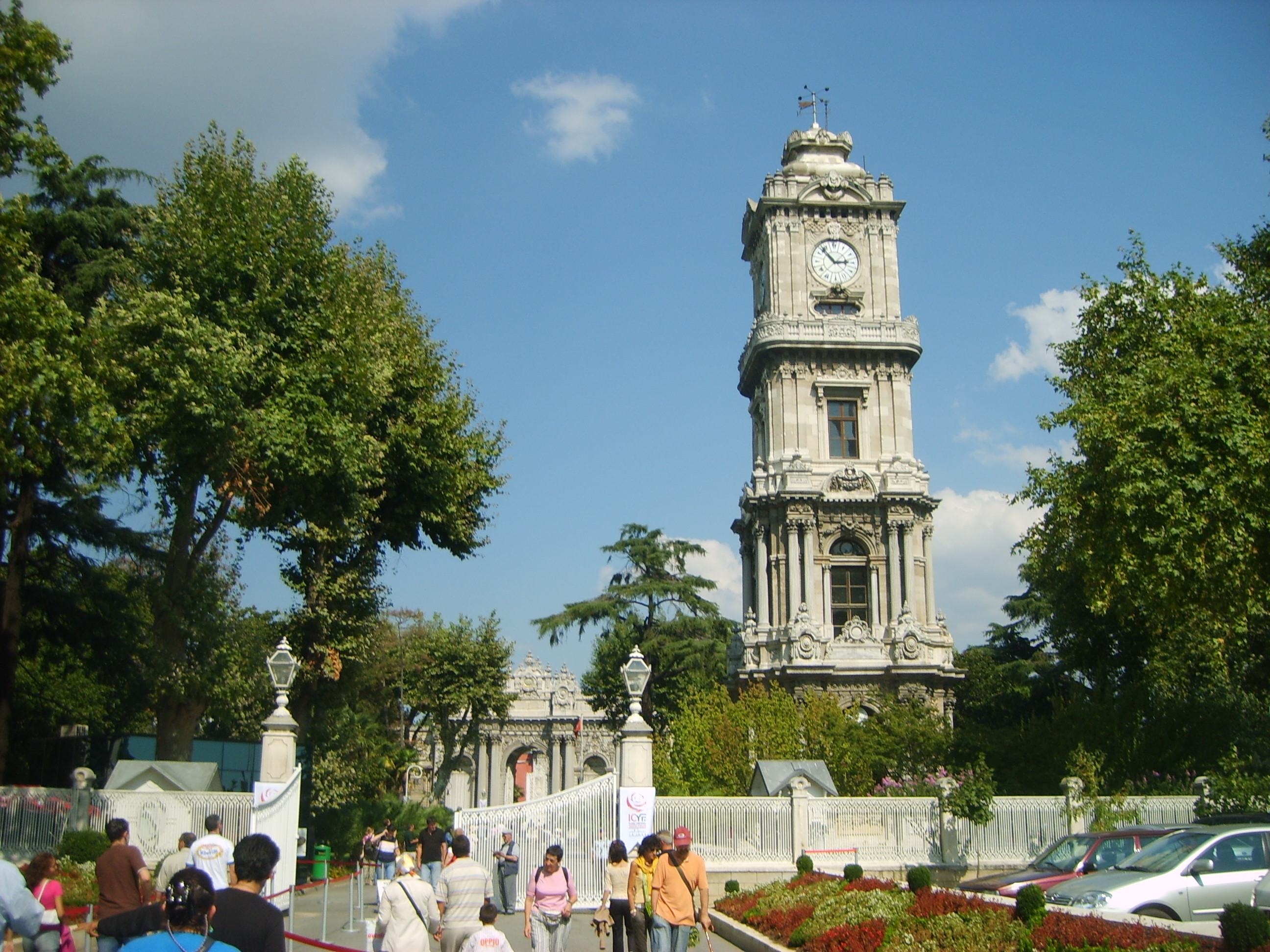
Wieża Zegarowa Dolmabahcze

Wieża zegarowa została dodana do Pałacu Dolmabahçe i stoi naprzeciwko bramy wychodzącej na plac na nadbrzeżu Bosforu po europejskiej stronie miasta, obok Meczetu Dolmabahcze.
Zaprojektowana w stylu neobaroku. Posiada cztery piętra i ma wysokość 27 metrów. Podłoga wieży wykonana jest z marmuru, a ściany z ciosanego kamienia. Zegary na czterech jej stronach zamówiono we francuskiej firmie Jean-Paul Garnier i ozdobiono herbami osmańskimi. W 1979 oryginalny mechanizm zegarów został częściowo wymieniony na elektroniczny. Na dwóch przeciwstawnych ścianach wieży umieszczono Tugrę sułtana Abdülhamida II.